# Arctostaphylos alpina

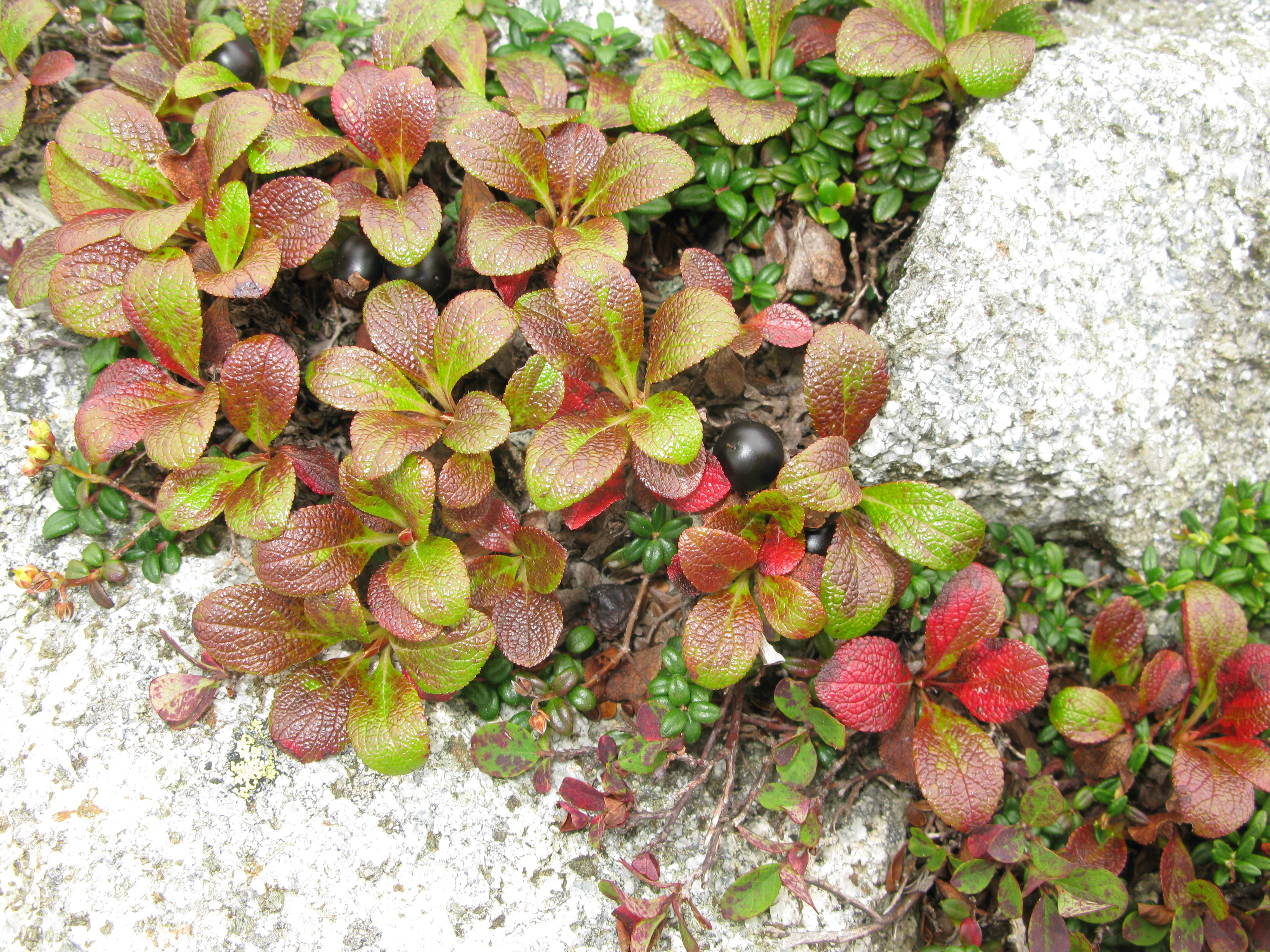
Arctous alpina var. japonica no Monte Iide, Prefeitura de Fukushima, Japão.

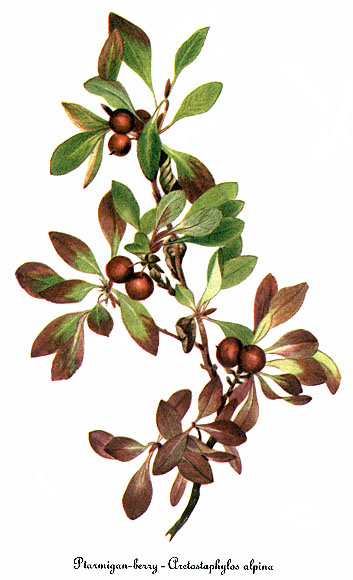
Ilustração (obra de Mary Vaux Walcott).

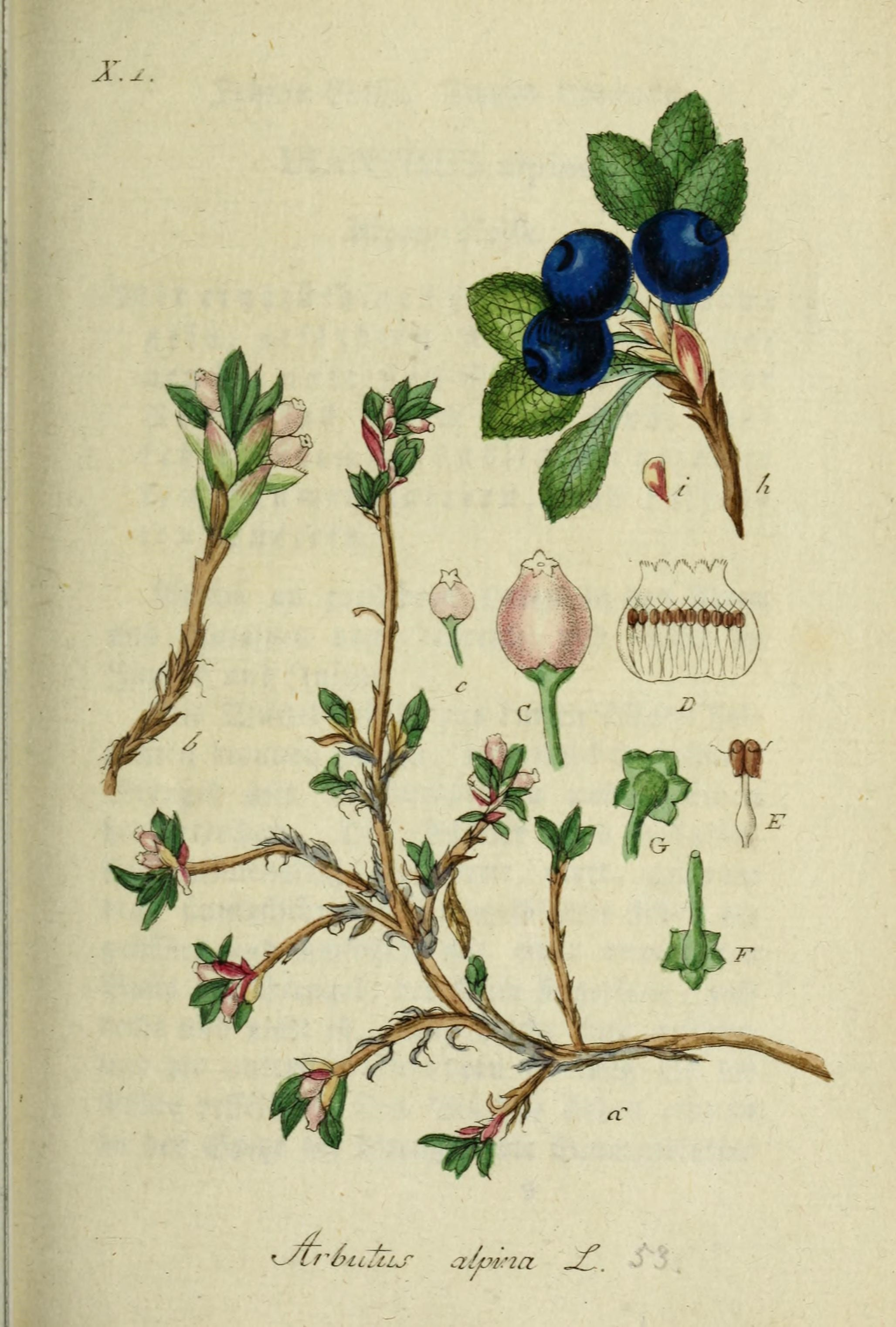
Ilustração (em Deutschlands Flora in Abbildungen nach der Natur).

Arctostaphylos alpina (sin.: Arctous alpina), conhecida pelo nome comum de uva-de-urso-alpina, é uma espécie de plantas com flor da família das Ericaceae. A espécie é um pequeno arbusto nanicante com distribuição natural do tipo circumpolar nas regiões setentrionais da Eurásia e América do Norte, com ocorrência na Escócia, Escandinávia, Rússia, Alasca, norte do Canadá e Groenlândia. A espécie é frequentemente referida como Arctous alpina (L.) Nied. e tem como basiónimo Arbutus alpina L.. Flores e folhagens aparecem simultaneamente em maio ou junho. No outono, as folhas ficam de um carmesim brilhante muito marcante.

## Descrição
Arctostaphylos alpina é um arbusto procumbente, perene, com 10-30 cm de altura (embora geralmente com menos de 15 cm de altura), com caule lenhoso e ramos esparsos e rastejantes que atingem os 50 cm de comprimento, com brotos terminais ascendentes curtos. A espécie pode atingir uma idade muito avançada. Na Península de Kola, foram contados 84 anéis anuais num pequeno tronco com um diâmetro de 14 milímetros. A propagação é tanto vegetativa quanto generativa.
As folhas simples, são alternadas, murcham e ficam carmesim, vermelhas ou escarlates no outono, mas permanecem na planta por mais um ano. As folhas, com até 5 centímetros de comprimento, são pedunculadas e obovadas, com margens dentadas a finamente serrilhadas, ciliadas em direcção à base, com a face superior um tanto enrugada e uma rede de nervuras muito marcada e saliente.
A. alpina produz inflorescências racemosas com grupos de duas a cinco flores, com pedúnculos ligeiramente mais longos que a flor, inseridos na axila de uma bráctea. As flores são hermafroditas, actinomórficas (com simetria radial), pentâmeras e com um duplo perianto. O cálice apresenta cinco lóbulos e em geral tem apenas um quarto do comprimento da corola. Os lóbulos do cálice são triangulares e fracamente ciliados. A corola, com coloração rosa a branco-esverdeada, é esférica em forma de urna com 3 a 5 mm de comprimento, com uma pequena abertura ao centro, terminando em cinco lóbulos petalares dobrados para fora. A flor apresenta 5 sépalas, 5 pétalas fundidas encimadas por 5 pequenos lóbulos salientes, 10 estames e um único gineceu fundido. O ovário é esférico, com cinco carpelos e é cercado na base por um anel nectarífero com de dez protuberâncias. O estilete é ligeiramente mais longo que os estames. A antese ocorre em maio ou junho, dependendo do ano. A autopolinização parece predominar.
Os frutos são drupas esféricas, com 23 a 30 mm de comprimento e um diâmetro de cerca de 9 mm, inicialmente verdes, depois vermelhas e finalmente negro-purpúreo ou pretas, brilhantes e suculentos quando maduras. A planta floresce em junho.
O número cromossómico básico é x = 13.
Distribuição e ecologia
Arctostaphylos alpina tem uma distribuição circumpolar em habitats ártico-alpinos nas altas latitudes e nas regiões de grande altitude do Hemisfério Norte, ocorrendo da Escócia para leste através da Escandinávia, Rússia, Alasca, Norte do Canadá e Groenlândia. Os limites ao sul na Europa são os Pirenéus e os Alpes; na Ásia, as Montanhas de Altai e a Mongólia; e na América do Norte, a Colúmbia Britânica no oeste, e o Maine e o New Hampshire no leste. No Japão ocorre a variedade Arctostaphylos alpina var. japonica Hultén.
O habitat natural são as charnecas, florestas secas com bétulas e pinheiros e elevações cobertas de musgo nos bordos dos pântanos. Vivendo em habitats caracterizados por solos pobres e com baixa biodisponibilidade de nutrientes, Arctostaphylos alpina forma uma relação simbiótica com fungos que lhe fornecem nutrientes como o fósforo. As bagas são apreciadas como fonte de alimento pelos pássaros, resultando em ornitocoria.
As folhas desta espécie são também frequentemente colonizadas por fungos do género Exobasidium. A espécie Exobasidium vaccinii-myrtilli produz uma cobertura farinhenta esbranquiçada na página inferior das folhas infestadas. A presença de Exobasidium angustisporum leva à produção de folhas com maior dimensão.

## Etnobotânica
As drupas desta espécies são consideradas frutos silvestres comestíveis, sendo consumidos cozidos ou em natureza. São muito suculentos, mas têm um sabor amargo, pelo que são consumidos preferencialmente cozidos ou transformados em compotas, pois ficam muito mais palatáveis depois de preparados. Os efeitos medicinais têm sido estudados.

## Taxonomia
A espécie Arctostaphylos alpina foi descrita por Carolus Linnaeus, sob o nome (o basiónimo) de Arbutus alpina, em Species Plantarum, Tomus I, p. 395. O género foi alterado, para Arctostaphylos, por Kurt Sprengel, em artigo publicada em Systema Vegetabilium, editio decima sexta 2: 287. 1825. Uma nova combinação, para Arctous alpina (L.) Nied., foi estabelecida em 1889 por  Franz Josef Niedenzu e publicada em Botanische Jahrbücher für Systematik, Pflanzengeschichte und Pflanzengeographie, vol. 11, 2, p. 144, mas não obteve consenso, apesar de ser utilizada em alguma literatura.
A etimologia do nome genérico Arctostaphylos deriva das palavras gregas arktos, "urso"; e staphule, "cacho de uvas", em referência ao nome comum das espécies conhecidas e talvez também em alusão aos ursos que se alimentam das bagas. O epíteto específico é de origem latina e significa "das montanhas, alpino".

## Galeria

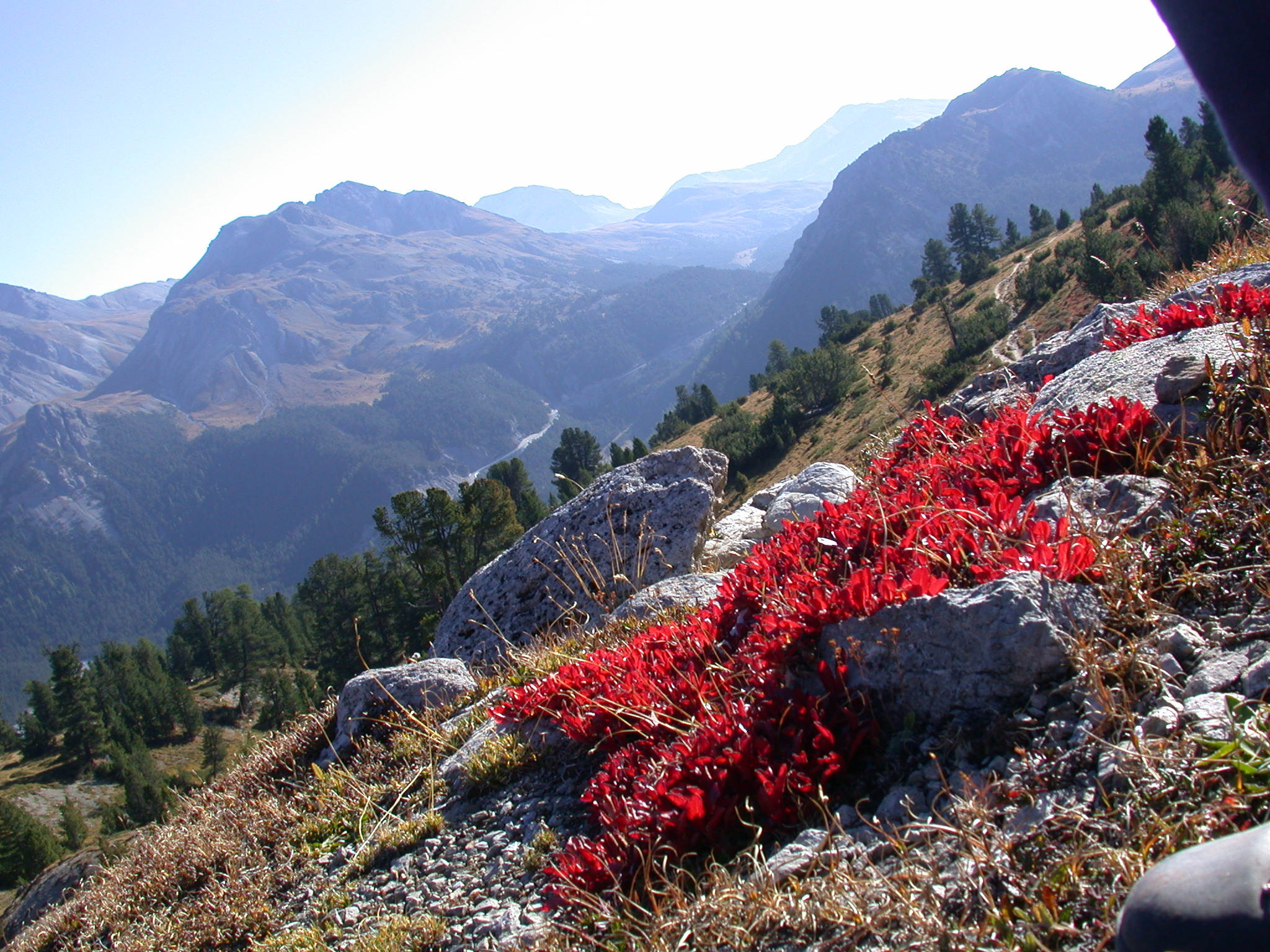
Hábito e coloração outonal no habitat.
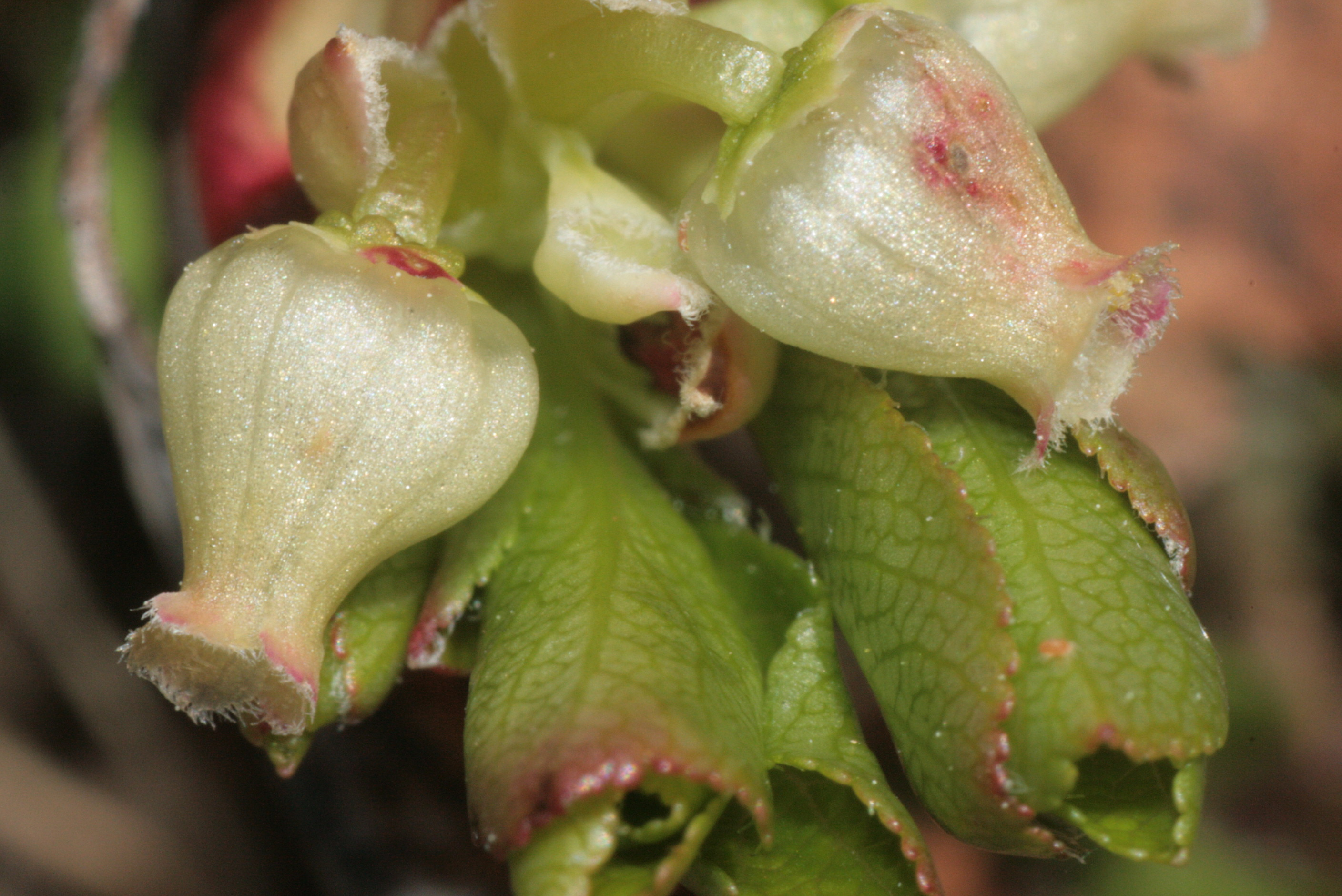
Flores com coroas esbranquiçadas a rosadas.
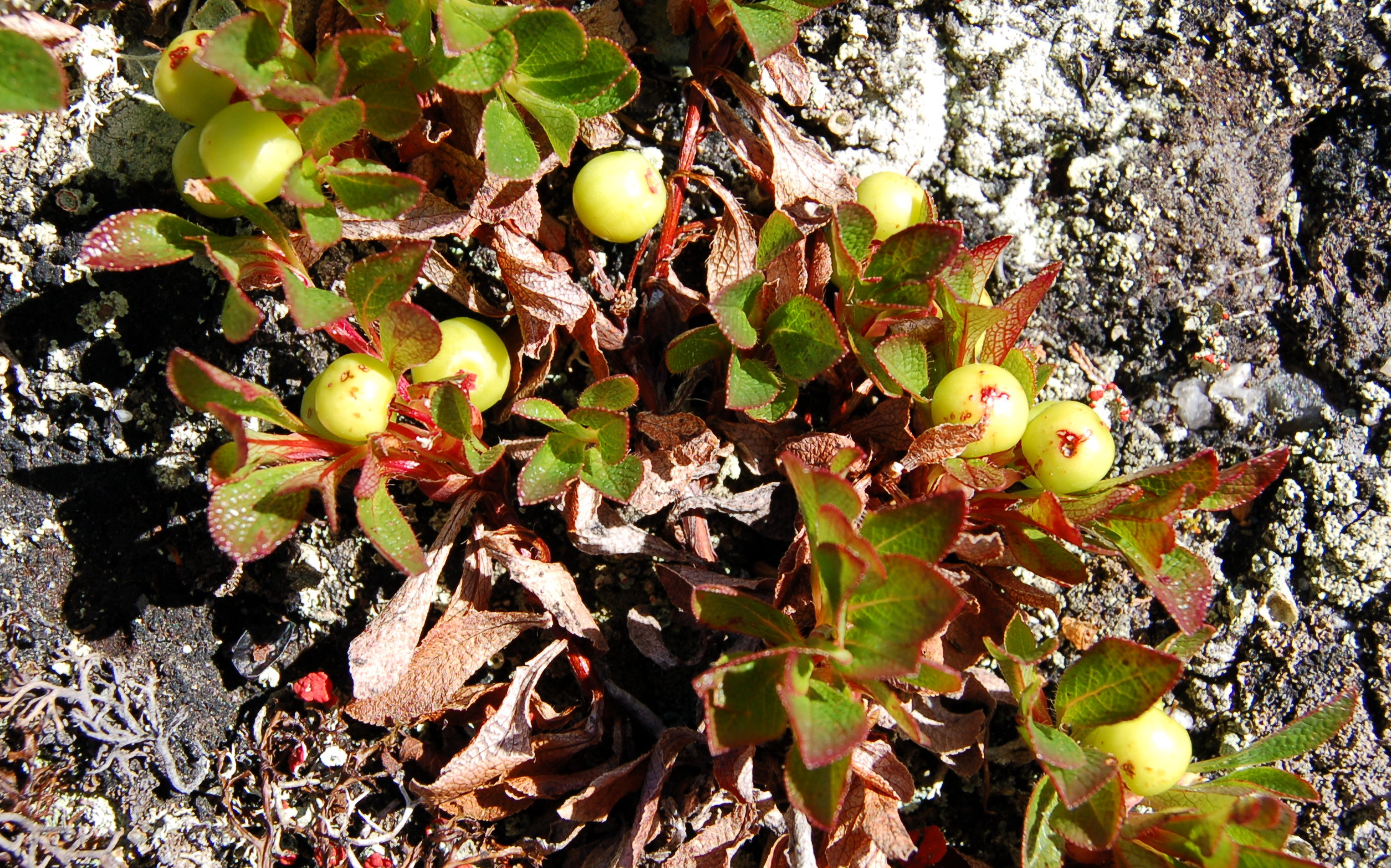
Frutos imaturos.
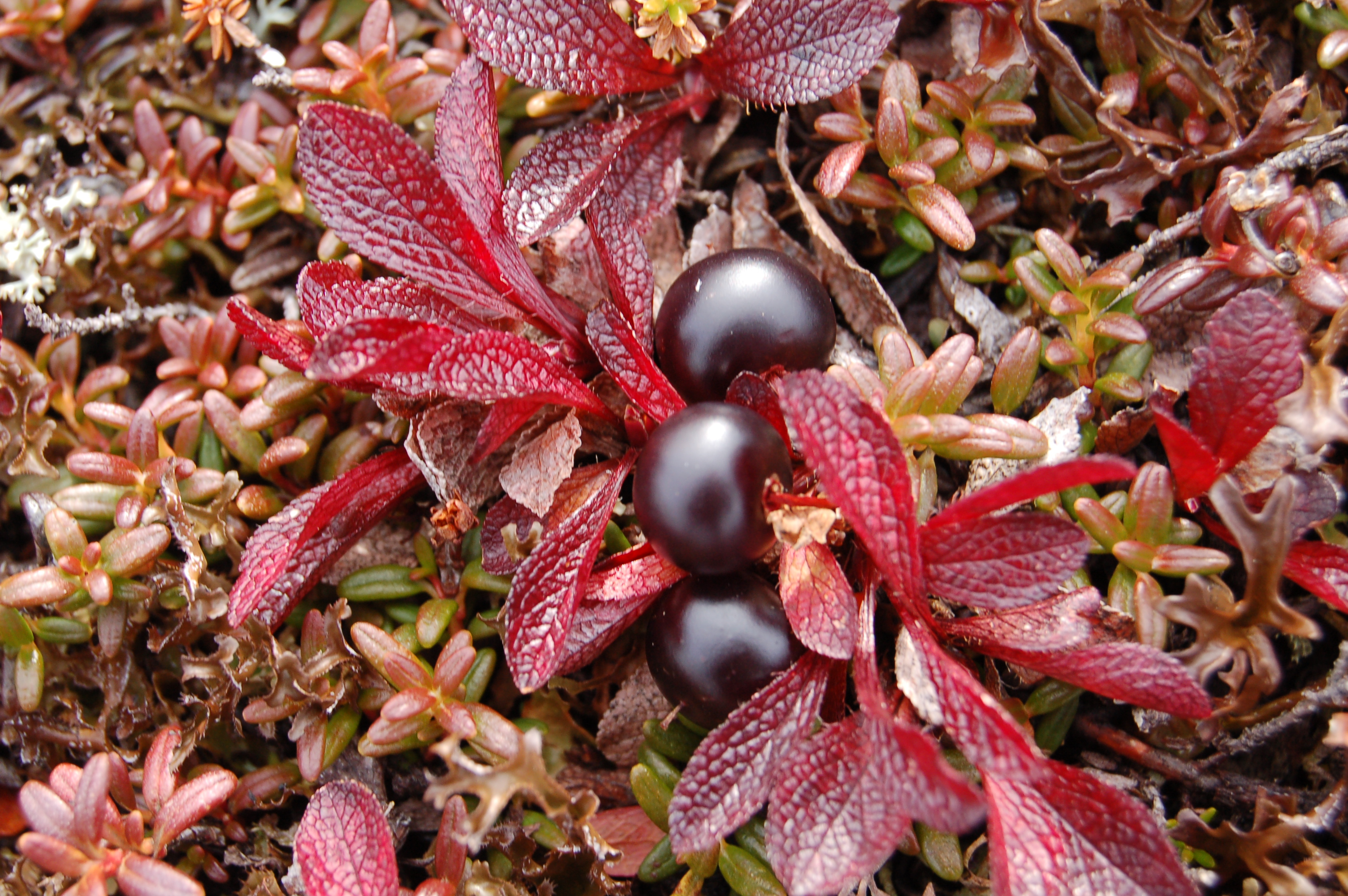
Folhagem de outono e frutos maduros.
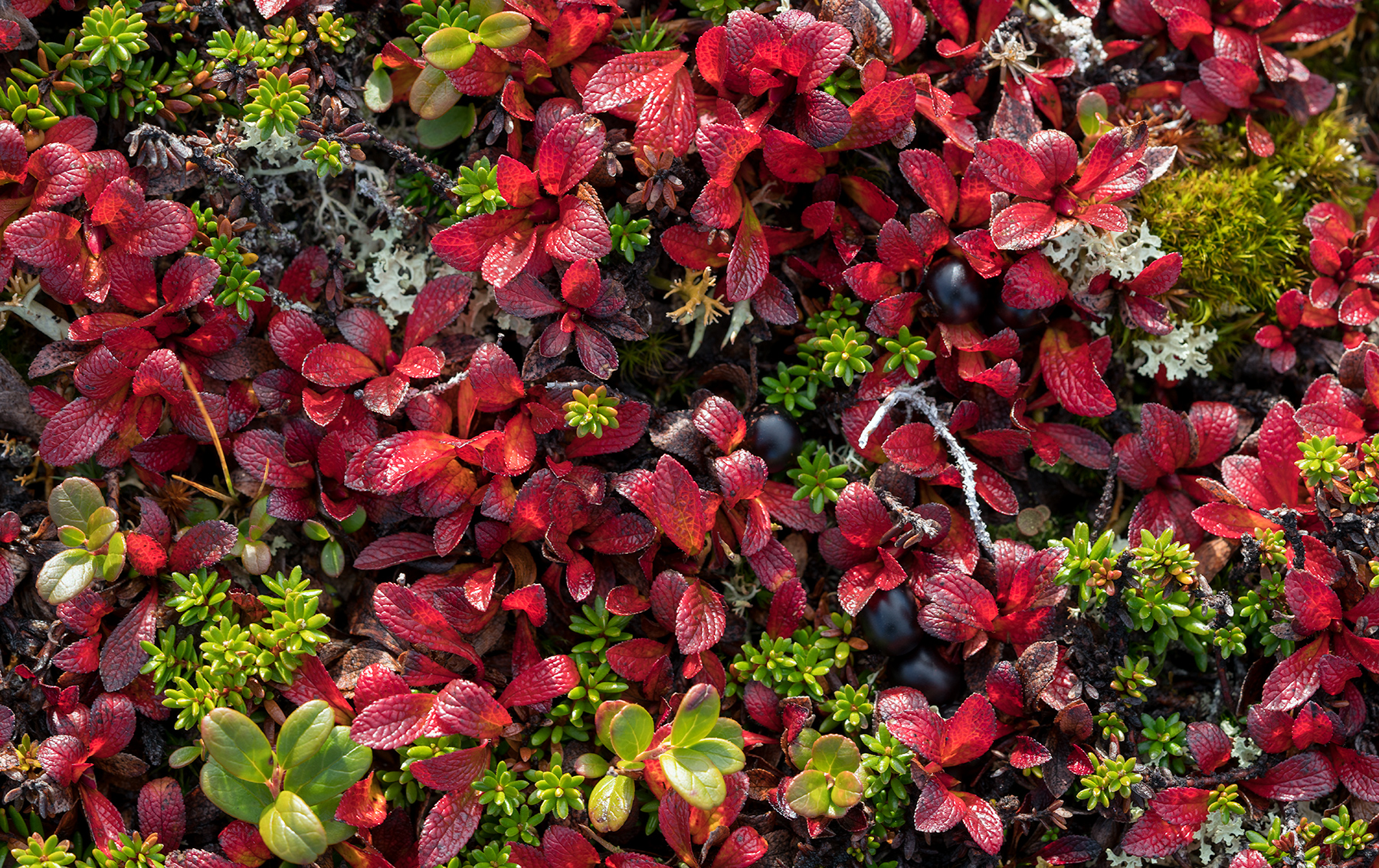
Folhagem de outono.
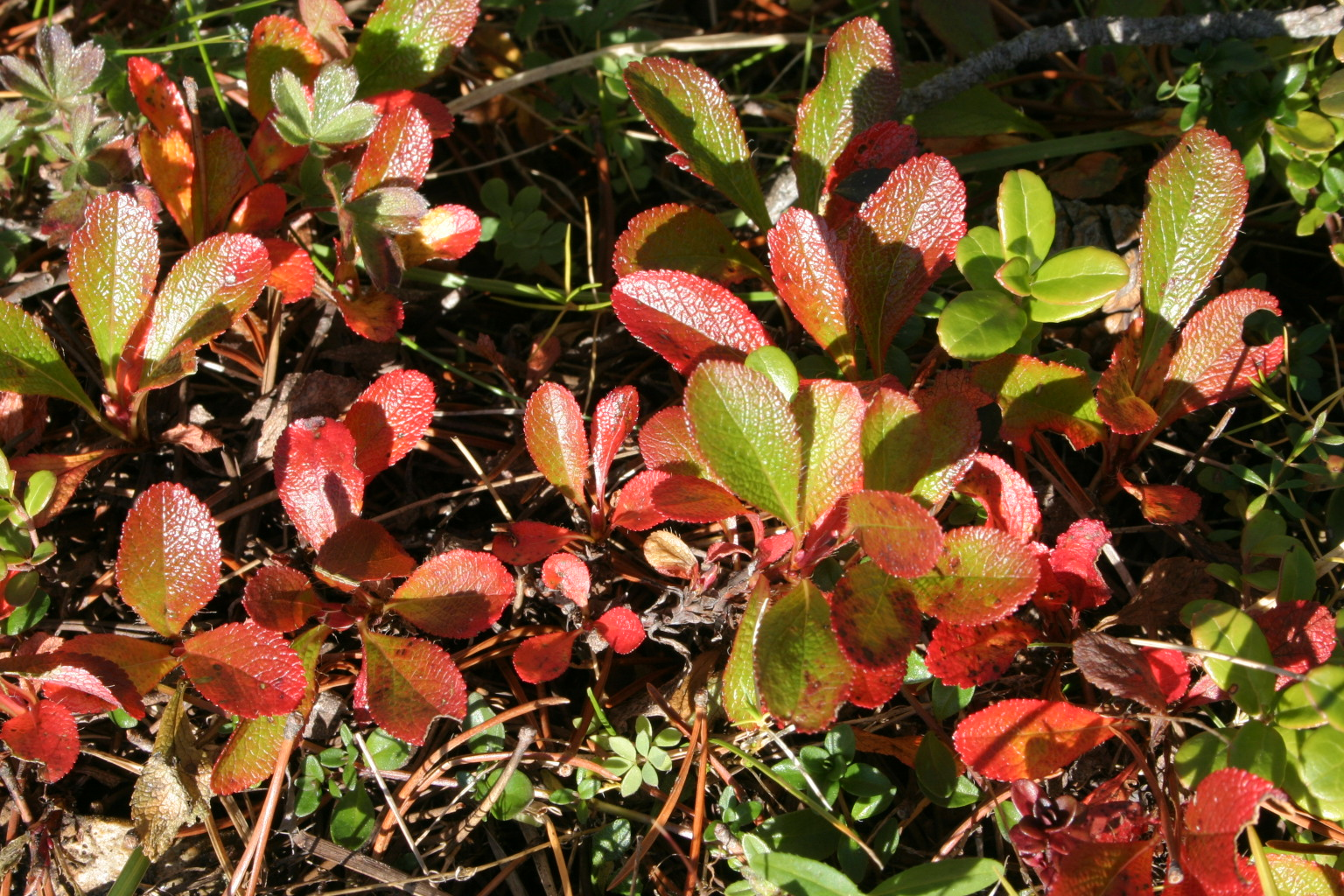
Hábito e folhagem.
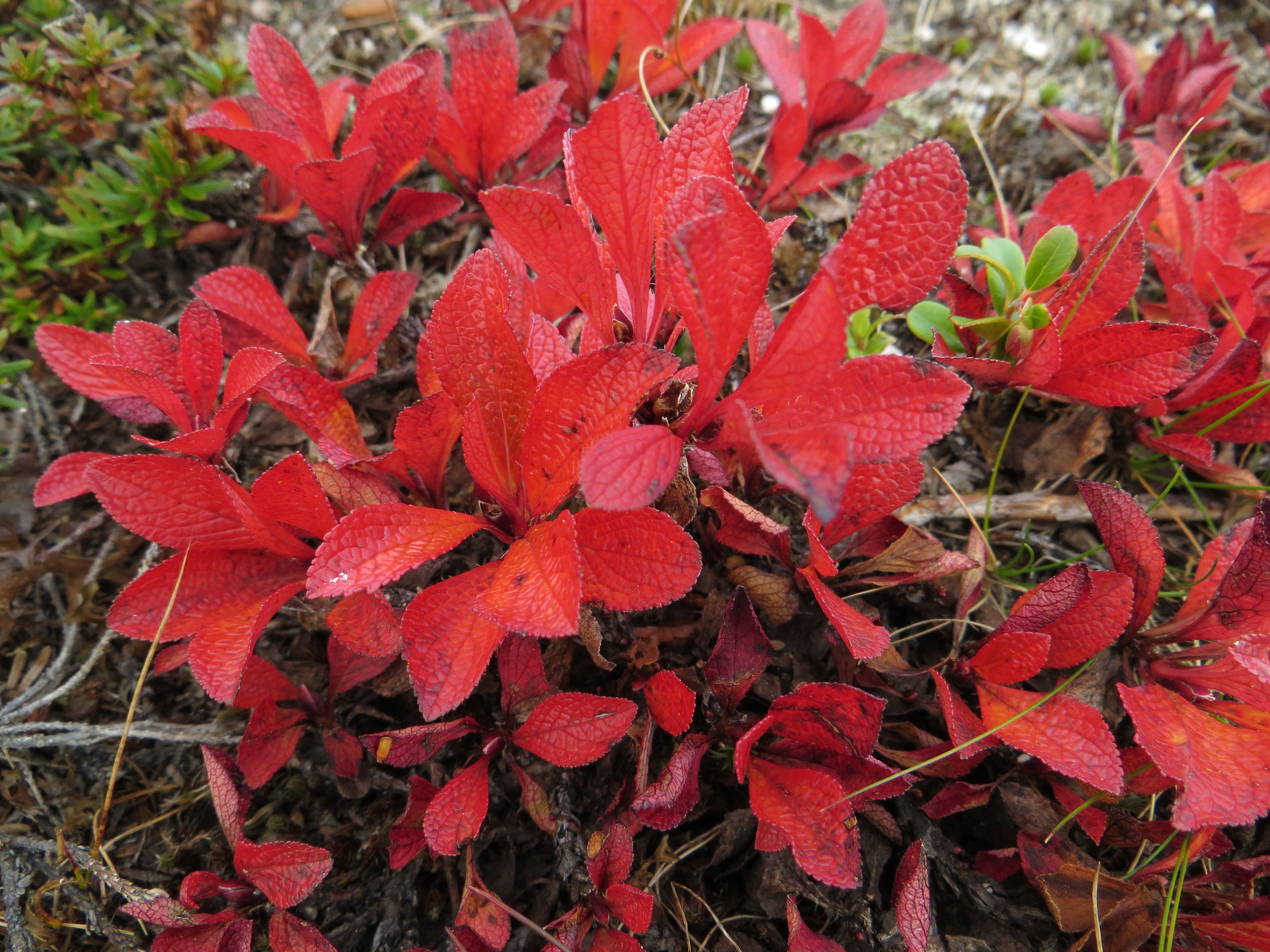
Folhagem em coloração outonal.
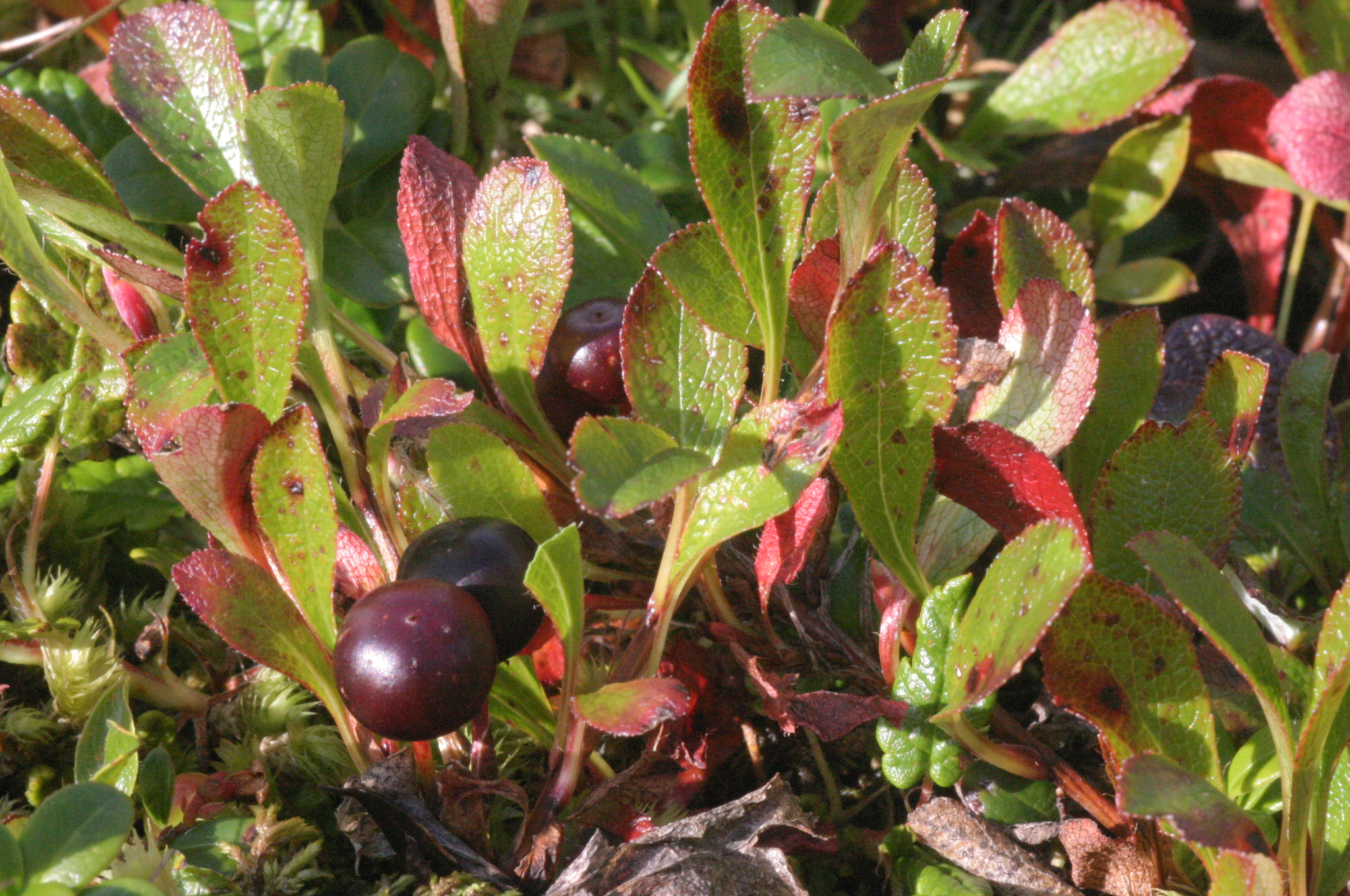
Drupas.